# Землянский район
Землянский район — административно-территориальная единица в Центрально-Чернозёмной и Воронежской областях РСФСР, существовавшая в 1928—1963 годах. Административный центр — село Землянск.
Район был образован 30 июля 1928 года в составе Воронежского округа Центрально-Чернозёмной области. В него вошла часть территории бывшего Землянского уезда Воронежской губернии.
После упразднения Центрально-Чернозёмной области 13 июня 1934 года район вошёл в состав вновь образованной Воронежской области.
В 1938—1960 годах из состава района был выделен Голосновский район.
1 февраля 1963 года Землянский район был упразднён, его территория передана Семилукскому району.